# Leon Felhendler
Leon Felhendler ( Lejb Felhendler ) (1 de junio de 1910 - 6 de abril de 1945) fue un luchador de la resistencia polaca conocido por su papel en la organización del levantamiento de prisioneros de 1943 en el campo de exterminio de Sobibor junto con Aleksandr Pecherski.

## Vida antes de la guerra
Leon Felhendler fue el hijo de un rabino prominente en el pueblo de Turobin, Polonia. En 1935, se casó con Toba Wajnberg y tuvieron dos hijos juntos. Se sabe poco sobre su vida adulta, pero se cree que trabajó como molinero. Durante la ocupación alemana, Felhendler se convirtió en el jefe del Judenrat en Żółkiewka y también dirigió la Sociedad Judía de Autoayuda local. A pesar de las difíciles condiciones en la ciudad, donde hubo un incendio devastador y una epidemia de tifus, Felhendler hizo todo lo posible para proteger a su familia de la deportación. Sin embargo, en octubre de 1942, él y toda la población judía de Żółkiewka fueron deportados al gueto de Izbica. Al llegar allí, sus padres y una hermana fueron fusilados, pero él y algunos familiares lograron esconderse durante un tiempo. Finalmente, fueron descubiertos y enviados a Sobibor a través de Trawniki en noviembre de 1942.

## Vida y huida de Sobibor
Después de llegar a Sobibor, Leon Felhendler fue seleccionado para trabajar debido a la intervención de un primo que afirmó que era un carpintero experto. Mientras trabajaba en las barracas de clasificación, encontró pertenencias de sus familiares, incluido el anillo de bodas de su cuñado, que rescató. En la primavera de 1943, Felhendler lideró un pequeño grupo de prisioneros en la planificación de un escape. Sin embargo, sus planes iniciales fueron frustrados, y fue en septiembre de 1943 cuando un oficial de prisioneros de guerra soviéticos, Alexander Pechersky, llegó al campo, lo que dio un nuevo impulso a los planes de fuga.
Felhendler se convirtió en el lugarteniente de Pechersky y juntos idearon un plan para matar al personal de las SS, asaltar el arsenal y luchar para escapar. El levantamiento tuvo lugar el 14 de octubre de 1943, pero fue descubierto en sus primeras etapas. Aun así, alrededor de 320 prisioneros judíos lograron escapar en medio del caos. Desafortunadamente, muchos murieron durante la fuga o poco después. Algunos se unieron a los partisanos, pero muchos fueron recapturados y asesinados, al igual que los residentes restantes del campo que optaron por quedarse. En total, 62 judíos de Sobibor sobrevivieron a la guerra, incluyendo nueve que habían escapado antes del levantamiento.

## Muerte en Lublin
Felhendler, quien sobrevivió a la guerra, se escondió en Lublin hasta la llegada del Ejército Rojo soviético en julio de 1944. Sin embargo, el 2 de abril de 1945, recibió un disparo en su apartamento. Es importante destacar que la prensa comunista en el Lublin controlado por los soviéticos acusó rutinariamente a los expartisanos de AK (Armia Krajowa) y WIN (Wolność i Niezawisłość) de cometer delitos comunes, como parte de una guerra ideológica. Esto arroja dudas sobre la versión anterior de los hechos, que atribuía su asesinato a polacos derechistas o nacionalistas. Las investigaciones más recientes han señalado la falta de registros documentales y han planteado la posibilidad de que su muerte estuviera relacionada con un robo a mano armada. Durante ese período, se registraron al menos 118 muertes violentas de judíos en el distrito de Lublin.